# Люгенталер
Люгенталер (нем. Lŭgentaler, от нем. Lŭge — ложь) — название второй, после ребелленталера, из серии сатирических монет герцога Брауншвейг-Вольфенбюттельского Генриха Юлия 1596—1597 года. Её создание связано с конфликтом герцога с местными аристократическими семействами Ассебургов, Зальдернов, Штайнбергов и Штокхаймов.
На аверсе изображён лев, который терзает козерога. Лев символизирует самого герцога, козерог — род Штайнбергов, центральным элементом герба которого является данное животное. Рядом помещена палка с цветком розы, символизирующие роды Штайнберг и Зальдерн. Надо львом парит ангел с венком обозначая небесную справедливость, которая находится на стороне герцога.
На реверсе помещён символ рудников Гарца дикарь и герб. Люгенталеры чеканили на монетном дворе Гослара. По своей сути люгенталеры являлись рейхсталерами, которые согласно аугсбургскому монетному уставу должны были содержать 1⁄9 кёльнской марки чистого серебра. Это соответствовало 29,23 г серебра 889 пробы, или 25,98 г чистого серебра.